# Tinodes aberrans
Tinodes aberrans is een schietmot uit de familie Psychomyiidae. De soort komt voor in het Australaziatisch gebied.